# Анна Ганноверська
Анна Ганноверська (2 листопада 1709 — 12 січня 1759) — друга дитина і старша дочка короля Великої Британії Георга II і принцеси Бранденбург-Ансбаської Кароліни. Дружина Віллема IV Оранського, першого спадкового штатгальтера Нідерландів. Регент Нідерландів при своєму малолітньому синові Вільгельмі V. 1727 року проголошена Королівською принцесою.

## Родина
Чоловік —  Віллем IV Оранський
Діти:
- Кароліна (1743—1787) — дружина Карла Крістіана, графа Нассау-Вайльбурзького.
- Ганна (1746)
- Віллем V (1748—1806) — штатгальтер Республіки Об'єднаних провінцій Нідерландів.